# Nová radnice (Jablonec nad Nisou)
Nová radnice je monumentální funkcionalistická budova z 30. let 20. století, situovaná na Mírovém náměstí v Jablonci nad Nisou. Je chráněna jako kulturní památka a od 1. července 2024 také jako národní kulturní památka.

## Historie
Radnice byla vybudována v letech 1930–33 a vítězný návrh architekta Karla Wintera byl vybrán v rámci architektonické soutěže mezi 177 zaslanými projekty. Již v době výstavby byla budova pojata nejen jako náhrada staré radnice, ale také jako kulturní centrum (měla obsahovat biograf, kavárnu s terasou, restaurace, vinárnu, městskou spořitelnu a další obchody a služby). Proti stavbě radnice na Mírovém náměstí se zvedla vlna protestů, a to zejména kvůli nutnosti zrušit parkovací místa na tomto náměstí. V protestním dopise z 23. prosince 1930 pisatelé uvádějí: "Postavením nové radnice toto parkoviště zmizí a podepsaní nevidí žádnou možnost vytvořit za tento parkovací prostor v centru města vhodnou náhradu. Na žádný pád se nemůže od automobilistů žádat, aby své vozy nechali stát na periferii města a chodili pro vyřízení svých záležitostí dlouhý kus cesty ke svým vozům."
Od roku 1958 je budova kulturní památkou.
V budově nové radnice je dnes umístěno sídlo magistrátu. Vyhlídková věž je přístupná veřejnosti.

## Architektura
Jedná se o pětipatrovou obdélníkovou budovu. Funkcionalistické řešení je ovlivněno tradičními prvky, které architekt Karel Winter poznal na své studijní cestě po Itálii, kde sledoval koncepci gotických a renesančních radnic. Výrazným prvkem budovy je 51 metrů vysoká hranolová věž umístěná na jihozápadním nároží. Přízemí je obloženo žulovým obkladem, výrazná římsa ho pak odděluje od pater opatřených jemně zrnitou omítkou v okrové barvě. Další nápadná římsa odděluje 4. a 5. nadzemní podlaží. Hlavní jižní vstup je zvýrazněný kamenným portálem. Průčelí nad spodní římsou je pak vertikálně členěno vysokými okny.
Původní interiérové vybavení, inspirované stylem art deco, se nedochovalo.

## Galerie

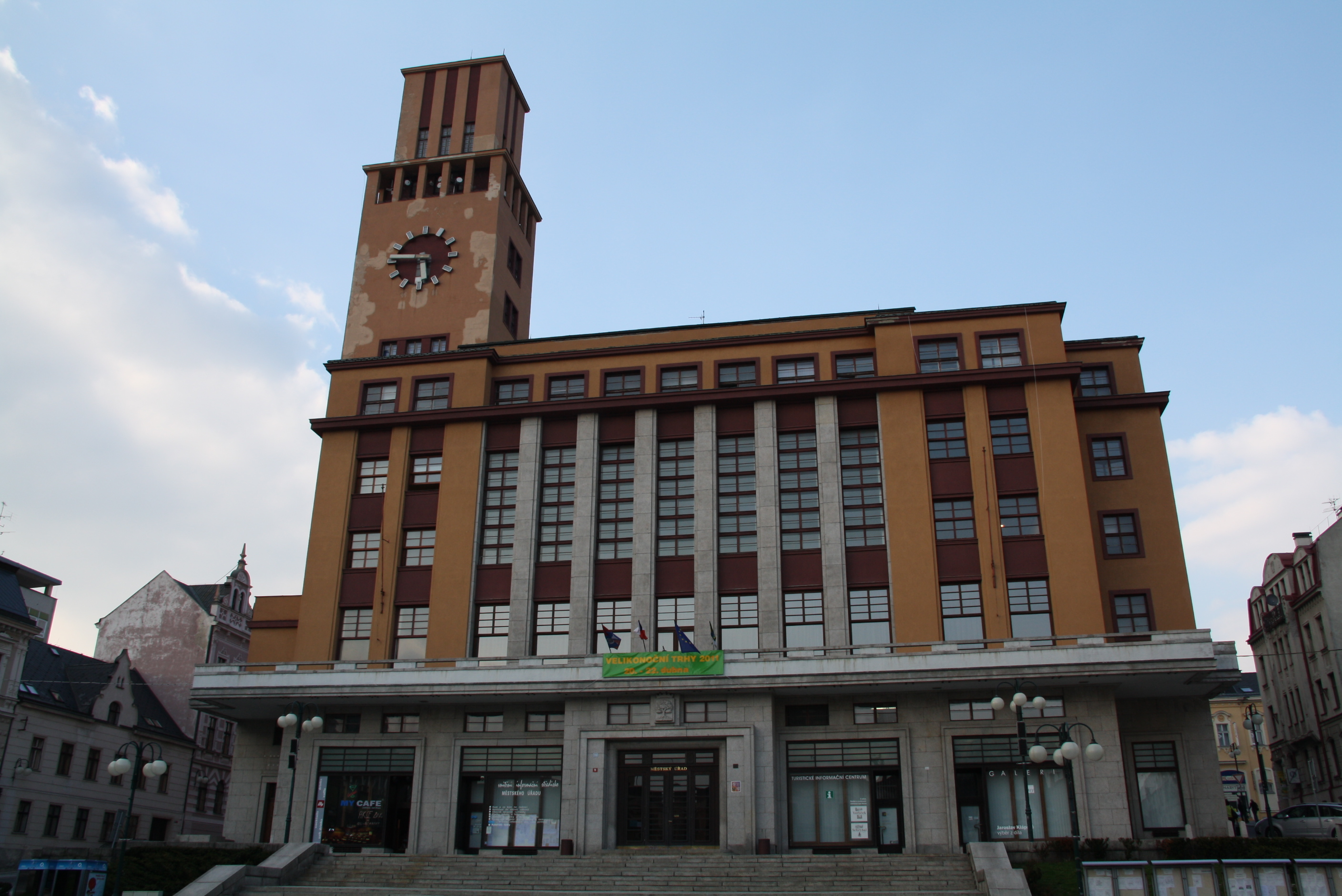
Pohled na jižní průčelí
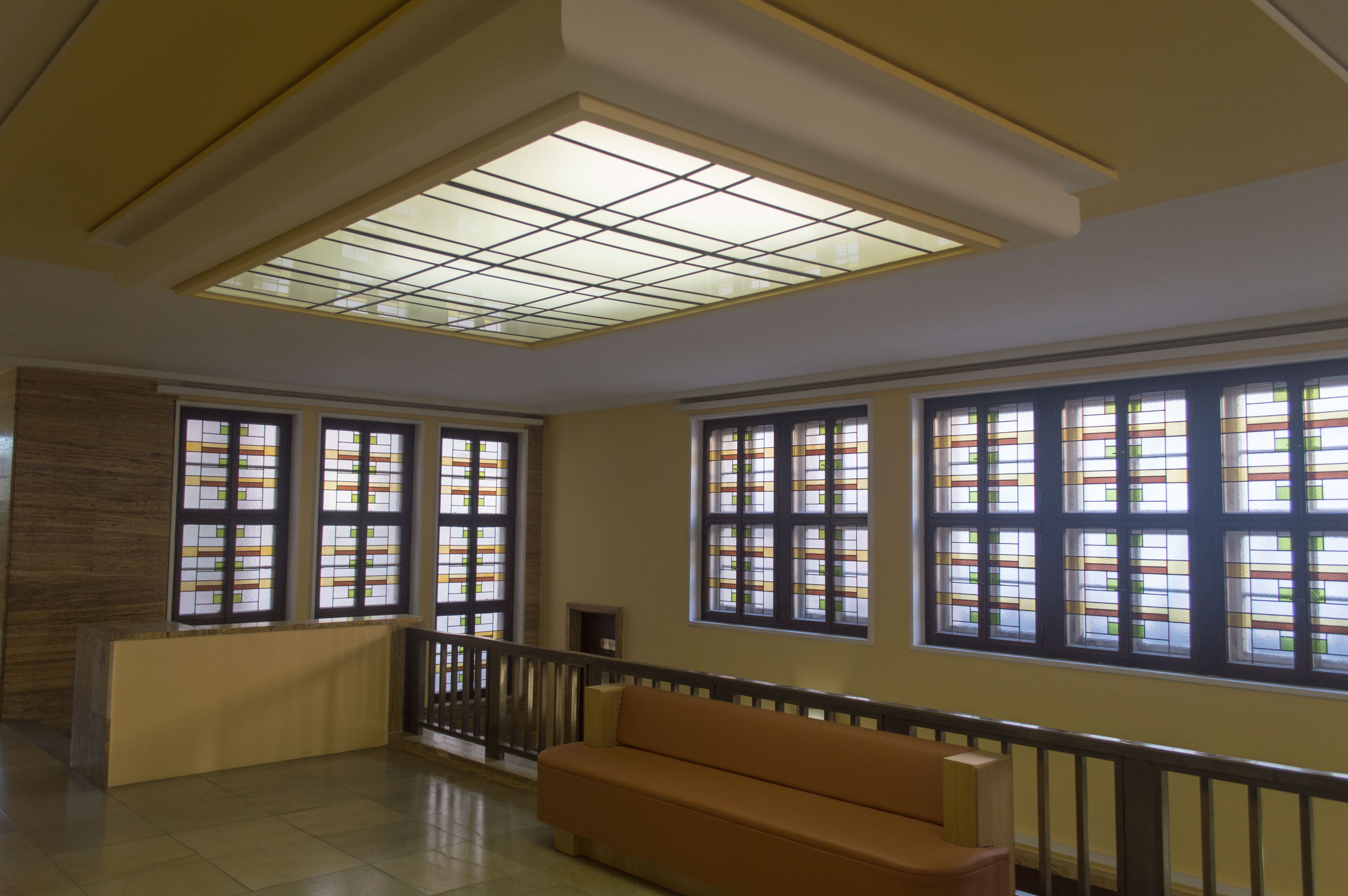
Interiér
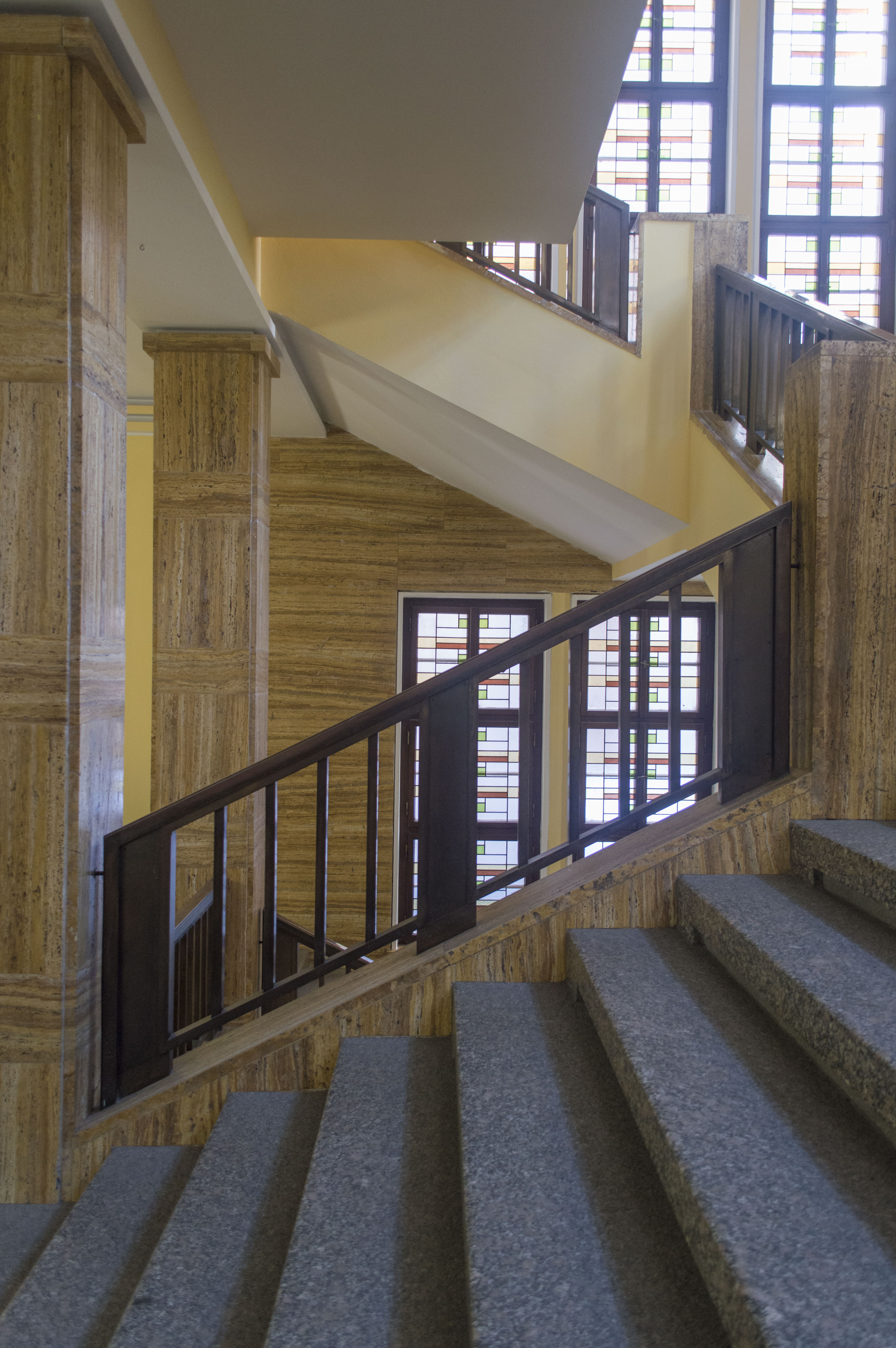
Interiér
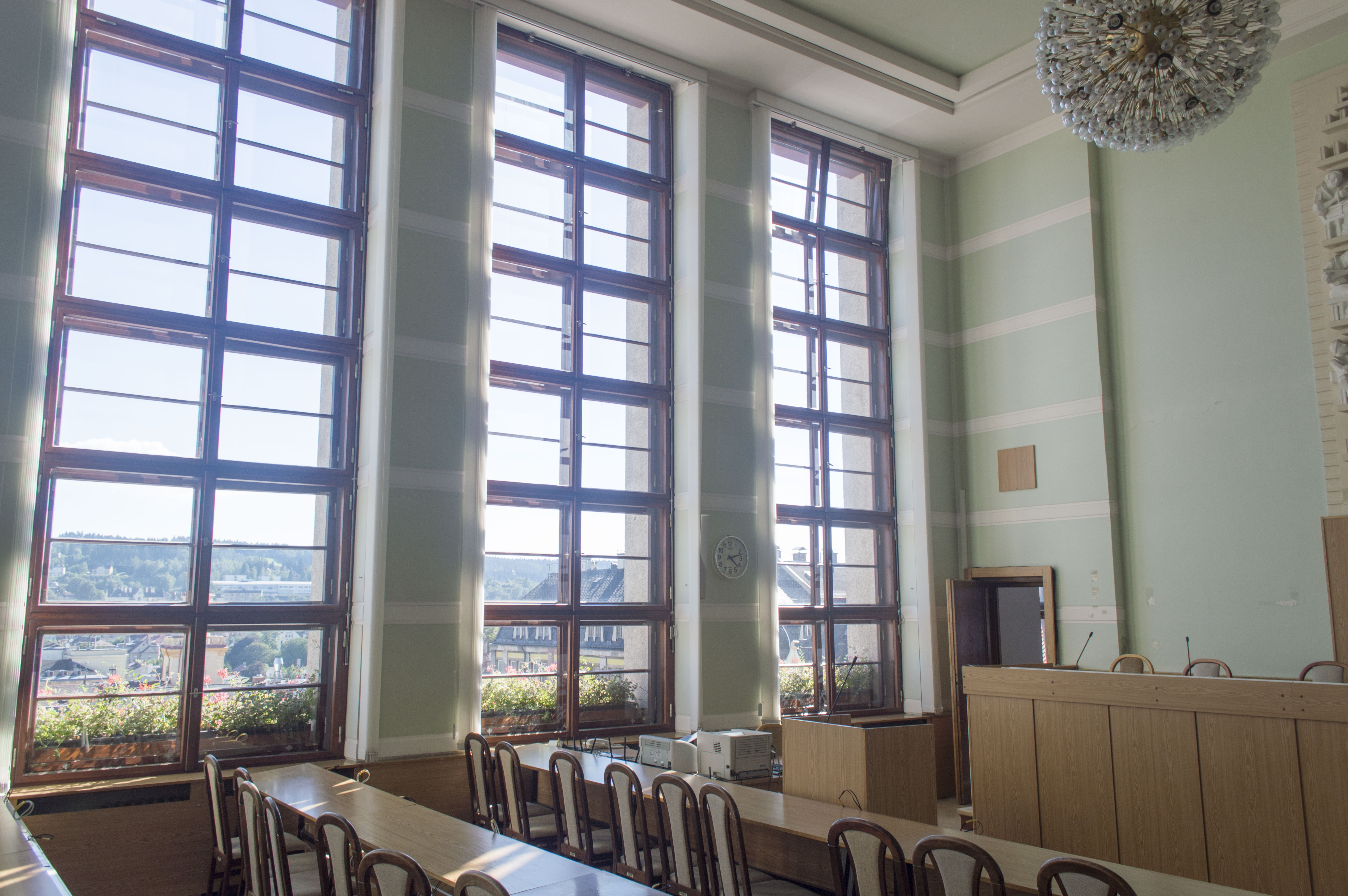
Interiér velkého sálu s vertikálními okny